# 埃祖德萨姆
埃祖德萨姆（Ezhudesam），是印度泰米尔纳德邦甘尼亚古马里县的一个城镇。总人口18652（2001年）。

## 人口
该地2001年总人口18652人，其中男性9401人，女性9251人；0—6岁人口1954人，其中男1021人，女933人；识字率80.07%，其中男性为83.21%，女性为76.87%。